# آلسیو تیسون
آلسیو تیسون (انگلیسی: Alessio Tissone؛ زادهٔ ۱۶ فوریهٔ ۱۹۹۸) بازیکن فوتبال است.